# ماوريسيو أليغرا
ماوريسيو أليغرا (بالإسبانية: Mauricio Alegre)‏ (4 نوفمبر 1975 بمدينة مكسيكو في المكسيك - ) هو لاعب كرة قدم مكسيكي في مركز الوسط. لعب مع نادي غوادالاخارا (نادي كرة قدم) وSan Diego Flash ‏ وWisconsin Rebels ‏.